# Manuel Largaespada
Manuel Largaespada Flores (nasceu?) é um ex-ciclista nicaraguense. Ele representou sua nação durante os Jogos Olímpicos de Verão de 1976.